# Michiko Yamamoto
Michiko Yamamoto (山本道子, Yamamoto Michiko) (Tóquio, 4 de dezembro de 1936) é o nome profissional de Michiko Furuya (古屋道子, Furuya Michiko), uma poeta e escritora japonesa. Ela conquistou o Prêmio Akutagawa, Prêmio Shinchō para Novos Escritores e o Prêmio Izumi Kyōka de Literatura. 

## Biografia
Yamamoto nasceu em Nakano, Tóquio, e se formou na Universidade Atomi em 1957. Seus três primeiros contos, "Mahō", "Ame no Isu" e "Betei-san no Niwa", apareceram na revista Shinchō nas edições de março, julho e novembro de 1972, respectivamente. "Rōjin no Kamo" foi publicado em agosto de 1972 na revista Fūkei. Essas quatro histórias foram baseadas em sua experiência de viver em Darwin, Território do Norte, Austrália, onde acompanhou seu marido em 1967. Mais tarde, os dois apareceram em uma edição coletiva. “Betty-san” tornou-se a história-título dos quatro contos em sua versão em inglês, traduzida por Geraldine Harcourt e publicada em 1984 pela Kodansha.
Atualmente, mora em Kamakura, Kanagawa, com o marido. O casal tem duas filhas adultas.

## Prêmios literários
- 4° Prêmio Shinchō para Novos Escritores com Mahō (1972)[4]
- 68º Prêmio Akutagawa com Betei-san no Niwa (1972)[5]
- 21º Prêmio Izumi Kyōka de Literatura (1993)[6]

## Obras
- Mahō
- Ame no Isu
- Betty-san no Niwa (Betty-san) (1973), história-título de quatro contos
- Rōjin no Kamo
- Razō (1974), contos
- Nichiyōbi no Kasa (1976), poesia
- Yamamoto Michiko Shishū (1976), poesia
- Tenshi yo Umi ni mae (1981), romance
- Umi no Satō-kibi (1982), contos
- Birejji no Ame (1982), contos